# Kinyankonge
Kinyankonge är en deltaarm av Gikoma som mynnar i Tanganyikasjön. Vattendraget rinner genom de norra delarna av Burundis största stad Bujumbura.